# LETS
LETS（レッツ、英: local excange trading system、地域交換取引制度）は、地域通貨制度の一種。1980年代前半にマイケル・リントンが考案した。

## ルール
ある財・サービスを購入する際に、この制度への参加者は自主的に貨幣を発行できる。この場合、必ず、自分の口座にではなく売り手の口座に払い込む形になる。そして、例えば、売り手の口座にxグリーンドル（LETSの代表的な通貨単位）の黒字が記載されたとすると、買い手兼貨幣発行者の口座にはxグリーンドルの赤字が記載される。つまり、あるシステム内に貨幣が発生した際、必ずプラスとマイナスが同額分発生するので、全メンバーの持ち金総額は常にゼロとなる（ゼロサム原理、集計的収支相殺原理）。もし、自分の口座にある持ち金を増額したいのであれば、自分以外の参加者の誰かに自分が提供できる財・サービスを売るしかない。

## 歴史
1980年代前半に、英国マンチェスター出身でカナダのブリティッシュコロンビア州バンクーバー島コモックスバレー在住のエンジニア、マイケル・リントンが考案。
1990年代に、英国などで広まる。
2000年、柄谷行人らの社会運動「New Associationist Movement」で、本システムが採用される。

## 評価
柄谷行人は、このシステムだと、交換が活発に行われているにもかかわらず貨幣が存在しないことになっているので「貨幣は無くてはならないが、在ってはならない」というアンチノミーも解決されているとして、資本主義を乗り越える鍵はここにあると結論した。互酬と市場交換の良い点だけが残り悪い点が消えるとも。
西部忠は、「地域」は物理的空間に限定されないと考え、「主題の近傍」としての「地域」があるとした。